# 冷吉县
冷吉县是印度尼西亚北苏门答腊省的一个县，县治为司达瓦。冷吉县坐落于北苏省最北端，南邻卡罗县、东接日里雪冷县。
冷吉县的面积为6,263.29平方公里，2010年时的人口为966,133。